# Golijardski stih
Golijardi su bili grupa klerika u Zapadnoj Europi koji su pisali satiričnu poeziju na latinskom jeziku tijekom 12. i 13. stoljeća. To su uglavnom bili studenti teologije na sveučilištima u Francuskoj, Njemačkoj, Italiji i Engleskoj koji su putem svog pjesničkog stavaralaštva dizali glas protiv sve većih problema unutar katoličke crkve, kakvi su bili propast križarskih ratova i financijske zlouporabe u crkvi.

## Podrijetlo riječi
Podrijetlo termina "golijard" i dalje je nejasno. Možda potječe od latinske riječi gula (= "prožrdljivost, pohlijepa"). Sami su golijardi govorili da su nazvani po nekom mitskom "biskupu Golijasu" (Golias), što je srednjolatinski oblik imena Goliath, diva koji se u Bibliji borio protiv kralja Davida. Takvo bi izvođenje značenja termina "golijardi" bilo u skladu s njihovom percepcijom kao studenata koji se često odaju piću ali su istodobno vrlo obrazovani i rugaju se crkvenom i političkom poretku. Mnogi ispitivači vjeruju da naziv potječe iz jednog pisma koje je sv. Bernard poslao Inocentu II, u kome je Pierre Abelard nazvan "Golijatom", što je stvorilo vezu između Golijata i Abelardovih sljedbenika. Neki drugi pak smatraju da naziv potječe od riječi gailliard (= "veselnik").

## Satirično pjesništvo
Golijardske satire bile su usmjerene na ismijevanje crkve, pri čemu su i bile sastavljene na osnovi svetih spisa iz katoličke mise i latinskih crkvenih himni. Pojavljuje se i terminologija skolastičke filozofije, bilo u satirične svrhe bilo zato što su skolastički koncepti bili tako dobro poznati autorima da su ih koristili i u svakodnevnoj komunikaciji. Satire su gotovo uvijek usmjerene protiv crkve, a ponekad i protiv samog pape. To je bio protestni pokret i predstavljao je poseban element u sve glasnijoj kritici zlouporaba do kojih je dolazilo unutar same crkve.
Crkva je dakako pokušavala suzbiti djelatnost golijarda. Godine 1227. vijeće u Trijeru zabranilo im je sudjelovanje u jednoj crkvenoj službi. Godine 1229. golijardi su sudjelovali u neredima na sveučilištu u Parizu do kojih je došlo zbog intriga papskog legata. Bili su predmetom rasprave i na mnogim crkvenim vijećima, a često su im oduzimani svi "svešteničke privilegiji".
Mnoge od latinskih Buranskih pesama (Carmina Burana) pripadaju golijardskom pokretu. Jedan golijardski autor, inače anoniman, dobio je ime "Arhipoeta". Drugi golijardski autori, čija su nam imena poznata, bili su Peter iz Bloisa i Walter iz Chatillona.

## Golijardski stih
Značaj golijarda leži u tome što su latinsku poeziju pisali u metrici zasnovanoj više na akcentu nego na grčkim književnim metrima. To je u krajnjoj liniji omogućilo uporabu novog latinskog metra (nazvanog "sekvenca") u religijskoj poeziji kao što je pjesma Dies Irae Tommasa da Celana ili Pange lingua Tome Akvinskog. 
Golijardski stih je šestoiktusni stih sa sljedećim stalnim elementima: 13 slogova, jaka cezura iza sedmog sloga, akcent na petom i na dvanaestom slogu. Nastao je u 12. stoljeću u srednjovjekovnoj latinskoj poeziji, a pod njegovim utjecajem u 15. stoljeću javio se poljski trinaesterac, posredstvom ovoga u 17. veku ruski trinaesterac, koji je zatim utjecao na pojavu trinaesterca s cezurom iza sedmog sloga u srpskoj i hrvatskoj poeziji.